# Людмил Станев
Людмил Станчев Станев е български писател, публицист, сценарист, медик по образование. 
Aвтор е на сборника с разкази „Ненакърнимо“, книгите „Малка нощна приказка“, „Неприятният татарин“ и други.
За книгата си „Малка нощна приказка“ печели наградата „Христо Г. Данов“ за детска литература, съвместно с илюстратора Красимир Добрев), „По-малко“.